# Preacher

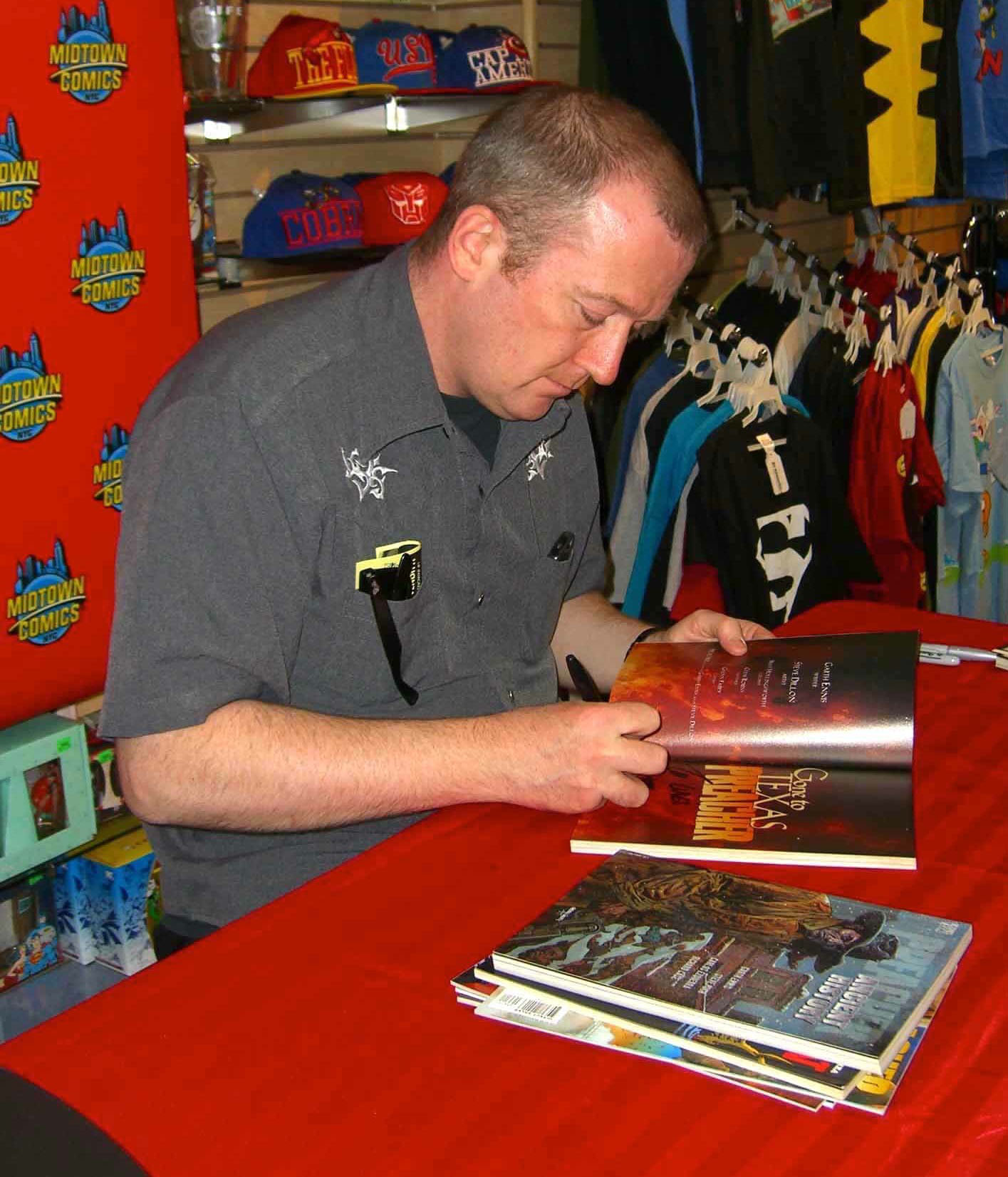
Garth Ennis

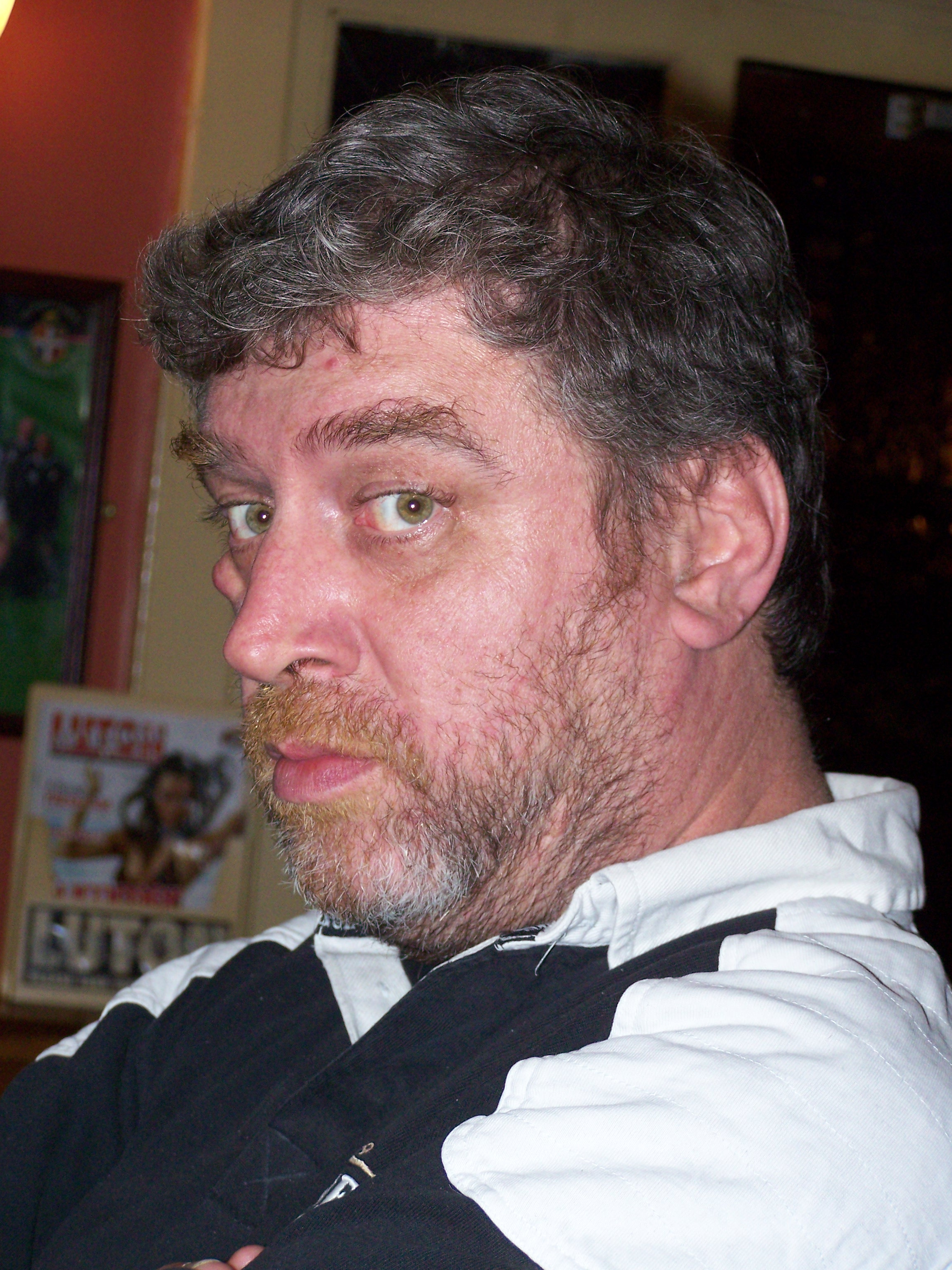
Steve Dillon (2007)

Preacher is een 66-delige serie comics die uitgeverij DC/Vertigo uitgaf van 1995 tot en met 2000. De serie werd van begin tot eind gemaakt door schrijver Garth Ennis en tekenaar Steve Dillon, met geschilderde covers door Glenn Fabry. De serie is te typeren als bizar, grof in beeld en tekst, maar licht verteerbaar en humoristisch. AMC begon in 2016 met het uitzenden van een gelijknamige televisieserie gebaseerd op Preacher.

## Inhoud
Hoofdpersonages Jesse Custer, zijn (ex-)vriendin Tulip O'Hare en onderweg ontmoette vriend Cassidy gaan letterlijk op zoek naar God, die Custer ter verantwoording wil roepen. Custers lichaam wordt namelijk bewoond door een entiteit genaamd 'Genesis', een uit energie bestaande baby die het resultaat is van een affaire tussen een demoon en een engel. Het moment dat Genesis zich vermengde met Custers lichaam veroorzaakte zo'n knal, dat heel Custers dorpje Anville daarbij het leven liet. Het probleem blijkt alleen dat God de hemel verlaten heeft. Custer staat erop dat God uitleg geeft over de staat van de wereld en de mensheid. Dus moeten ze op zoek.
Custer blijkt dankzij zijn binding met Genesis 'het woord van God' te bezitten. Dat wil zeggen, wat hij een ander mens opdraagt, wordt door deze persoon uitgevoerd. Zonder mogelijkheid dit te weigeren, wat de consequenties ook zijn. O'Hare blijkt alleen ook wat verkeerde vrienden te hebben gemaakt in de tijd dat zij en Custer van elkaar vervreemd waren. De jolige Cassidy blijkt zo goed als onsterfelijk te zijn, maar wel een vampier.

## Specials
Behalve de reguliere serie, schreef Ennis ook vijf Preacher Specials en een vierdelige, losse Preacher Special-miniserie. De covers daarvoor kwamen wederom van de hand van Fabry, maar de tekenaars varieerden per titel. In iedere special wordt één of een groepje personages uit de cast van Preacher uitgelicht om daar de achtergrond wat verder van uit te diepen. Zo verschenen in chronologische volgorde:
- Preacher Special:Saint of Killers (vierdelig, tekenaars Steve Pugh en Carlos Ezquerra)
- Preacher Special:The Story of You-Know-Who (tekenaar Richard Case)
- Preacher Special:The Good Old Boys (tekenaar Carlos Ezquerra)
- Preacher Special:Blood and Whiskey (tekenaar Steve Dillon)
- Preacher Special:One Man's War (tekenaar Peter Snejberg)
- Preacher Special:Tall in the Saddle (tekenaars Steve Dillon en John McCrea)

## Prijzen
Preacher won in de loop van jaren verschillende prijzen, zoals:
- Will Eisner-award - beste doorlopende serie 1999

## Verzameld
De hele serie Preacher, inclusief specials, werd ook als verzameld werk uitgegeven. De bundelingen heten in chronologische volgorde:
- Gone to Texas (#1–7)
- Until the End of the World (#8–17)
- Proud Americans (#18–26)
- Ancient History (The Saint of Killers, Preacher Special: The Story of You-Know-Who en Preacher Special: The Good Old Boys)
- Dixie Fried (#27–33 en Preacher Special: Blood and Whiskey)
- War in the Sun (#34–40 en Preacher Special: One Man's War)
- Salvation (#41–50)
- All Hell's A-Coming (#51–58 en Preacher Special: Tall in the Saddle)
- Alamo (#59–66)